# Hipparchos-Zyklus
Der Begriff Hipparchos-Zyklus geht auf den griechischen Astronomen Hipparchos von Nicäa zurück.  Hipparchos hatte zwischen 148 und 126 v. Chr. eigene Beobachtungen des (scheinbaren)  Sonnen-Umlaufs angestellt und dabei  die Präzession der Erde entdeckt, so dass ab jetzt als Sonnenjahr das Tropische Jahr galt. Dieses ist etwas kürzer als das bisher benutzte Siderische Jahr, wofür die  Kallippische Periode bzw. die Angabe von 27'759 Tagen für 76 Jahre  etwas zu lang war. Hipparchos gab für die Periode von 304 Tropischen Jahren (4 mal 76 = 304) 111'035 Tage (= 4 mal 27'759 - 1) an.
Die Hipparchos-Periode fand in der Kalenderrechnung keine praktische Anwendung. Die Gründe hierfür bleiben unklar und rätselhaft.

## Grundlagen
Hipparchos führte die gleichen Schritte aus, die Kallippos ausgehend von der Meton-Periode ging: Periodenlänge vervierfachen und einen Tag abziehen. Diese Maßnahme führte zur (tropischen) Jahreslänge von 365,2467 Tagen, was in etwa seinen Beobachtungen – 1/300 eines Tages weniger als ein Kallippos-Jahr mit 365,25000 Tagen – entsprach.

## Genauigkeit der Hipparchos-Periode

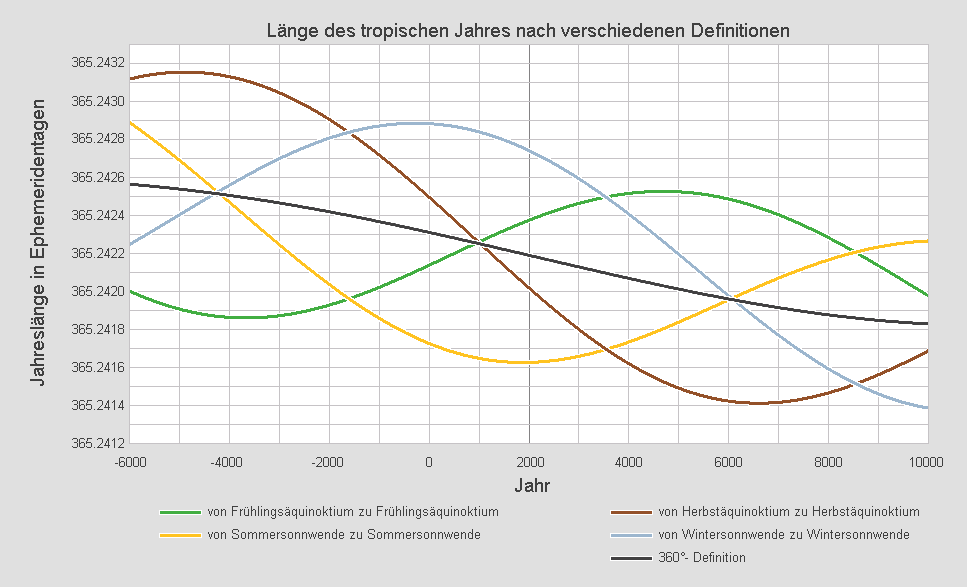
Vergleich der verschiedenen Definitionen für das tropische Jahr

Zur Genauigkeitsaussage wird die Länge des topischen Jahres nach dessen moderner Definition herangezogen. In der Zeit zwischen Hipparchos' Wirken (-2000, Ende einer früheren Periode) und heute (+2000,  Ende einer heutigen Periode) verringerte sie sich leicht: 365,24231 Tage → 365,24219 Tage (s. nebenstehendes Diagramm).

### Zur Zeit von Hipparchos

#### Länge des/der tropischen Jahre
{\displaystyle {\begin{matrix}1\,{\text{Jahr}}&=&365{,}24231\,{\text{Tage}}\\304\,{\text{Jahre}}&=&111033{,}66224\,{\text{Tage}}\end{matrix}}}

#### Genauigkeit
{\displaystyle {\begin{matrix}304\,{\text{tropische Jahre}}&=&{}\quad 111033{,}66224\,{\text{Tage}}\\1\,{\text{Hipparchos-Periode}}&=&{}\quad 111035{,}00000\,\mathrm {Tage} \end{matrix}}}
      DIFFERENZ
{\displaystyle {\begin{aligned}1{,}33776\,{\text{Tage}}\quad {\text{in}}\,&304\,{\text{Jahren}}\\1\,{\text{Tag}}\quad {\text{in etwa}}\,&227\,{\text{Jahren}}\end{aligned}}}

### Heute

#### Länge des/der tropischen Jahre
{\displaystyle {\begin{matrix}1\,{\text{Jahr}}&=&{}\ 365,24219\,{\text{Tage}}\\304\,{\text{Jahre}}&=&111033,62576\,{\text{Tage}}\end{matrix}}}

#### Genauigkeit
{\displaystyle {\begin{matrix}304\,{\text{tropische Jahre}}&=&{}\quad 111033{,}62576\,{\text{Tage}}\\1\,{\text{Hipparchos-Periode}}&=&{}\quad 111035{,}00000\,\mathrm {Tage} \end{matrix}}}
      DIFFERENZ
{\displaystyle {\begin{aligned}1{,}37424\,{\text{Tage}}\quad {\text{in}}\,&304\,{\text{Jahren}}\\1\,{\text{Tag}}\quad {\text{in etwa}}\,&221\,{\text{Jahren}}\end{aligned}}}

### Ergebnis
Die Hipparchos-Periode  stimmte zu seiner Zeit etwas besser mit 304 tropischen Jahren als heute überein.